# Gleichberge (Naturschutzgebiet)
Das Naturschutzgebiet Gleichberge ist das größte Naturschutzgebiet im Landkreis Hildburghausen in Thüringen. Es erstreckt sich östlich der Kernstadt Römhild, durch den nördlichen Teil verläuft die Landesstraße L 1132. Westlich des Gebietes verläuft die L 1131, östlich die L 1133 und die L 2673. Südlich fließt die Milz, ein rechter Nebenfluss der Fränkischen Saale. Das Gebiet hat eine große Schnittmenge mit dem gleichnamigen Vogelschutzgebiet und dem ebenfalls gleichnamigen FFH-Gebiet.

## Bedeutung
Das 1861,5 ha große Gebiet mit der NSG-Nr. 349 wurde im Jahr 1967 unter Naturschutz gestellt.

## Belege
1. ↑  Gleichberge (Vogelschutzgebiet) in der World Database on Protected Areas, abgerufen am 31. Dezember 2020 (englisch).
2. ↑  Gleichberge (FFH-Gebiet) in der World Database on Protected Areas, abgerufen am 31. Dezember 2020 (englisch).